# Triumph Tiger 70
De Triumph Tiger 70 (of kortweg Triumph T 70) was een 250cc-motorfiets die het Britse merk Triumph produceerde van 1937 tot 1940.

## Voorgeschiedenis

### Val Page
Van 1919, toen mede eigenaar Mauritz Johann Schulte het bedrijf verliet, tot 1931 had Triump geen echte motorfietsconstructeur gehad. De technici van de auto-tak Triumph Motor Company moesten zich dus ook met de motorfietsen bezighouden en dat was geen onverdeeld succes. In 1932 trok men echter een topconstructeur aan. Valentine "Val" Page was hoofdconstructeur bij Ariel waar hij leiding had gegeven aan Edward Turner en Bert Hopwood. Hij begon onmiddellijk met de herziening van de Triumph-modellen, waaronder de 250cc-Modellen WA en WP. De sloper-motoren die uit de mode raakten schafte hij af, hij plaatste de ontstekingsmagneet achter de cilinder en bouwde nieuwe dubbele wiegframes.
Zo bracht hij twee 250cc-modellen uit: het Model 2/1 was een toermotorfiets met kopklepmotor en het Model 2/5 was daar de sportversie van. Omdat beide modellen het (te) zware frame van de 350cc-modellen deelden, verving hij ze in 1935 door het Model L 2/1 met een lichter frame, accu-bobine-ontsteking en voetschakeling. Het kreeg ook al volledig ingesloten kleppen en verder kniestukken op de tank en veel meer chroom. Op de tank zat ook het instrumentenpaneel met ampèremeter, contactschakelaar, lichtschakelaar en dimlichtschakelaar. Hoewel het model als toermotorfiets in de markt werd gezet, was het toch tamelijk sportief.

### Edward Turner en Bert Hopwood
Halverwege de jaren dertig ging het slecht met de motorfietsverkopen van Triumph. Page's ontwerpen waren weliswaar degelijk en betrouwbaar, maar niet erg aansprekend en directeur Claude Vivian Holbrook begon de interesse in zijn motorfietsen te verliezen. Edward Turner overtuigde de eigenaar van Ariel, Jack Sangster, ervan om de Triumph-motorfietsproductie over te nemen. Dat deed Sangster in 1936. Hij stelde Turner als directeur aan en Bert Hopwood als zijn constructeur. Val Page werd daardoor overtollig en hij vertrok naar BSA.

## Triumph Tiger 70
Turner en Hopwood vernieuwden Page's modellen weliswaar, maar ze behielden zijn goed geconstrueerde carters. Bijna alle modellen kregen de toevoeging "De Luxe" en een letter om aan te geven wat de motorconstructie was: H voor OverHead valves (kopkleppen) en S voor Side valves (zijkleppen). Zo ontstond het 250cc-model De Luxe 2 H, de 350cc-modellen De Luxe 3 H en De Luxe 3 S en de 500cc-modellen De Luxe 5 H en De Luxe 5 S. Turner bracht ook de spectaculaire 500cc-Triumph Speed Twin uit en drie sportieve eencilinders: de 250cc-Triumph Tiger 70, de 500cc-Triumph Tiger 90 en de 350cc-Triumph Tiger 80. De getallen stonden voor de beloofde topsnelheid in mijlen per uur. Dat maakte de Tiger 70 niet helemaal waar met 65 mijl per uur, maar Triumph was daar in advertenties ook eerlijk over.
De Triumph Tiger 70 (of kortweg "T 70") was dus een 250cc-kopklepper en als zodanig de opvolger van Page's Model L 2/1. Ze had slechts een enkele uitlaatpoort en een upswept pipe-uitlaat aan de rechterkant. Het instrumentenpaneel op de tank was gebleven, net als de snelheidsmeter op het stuur. Een kleine uiterlijke wijziging was de lokatie van het kastje voor het boordgereedschap, dat bij Page nog aan de bovenkant van het achterspatbord zat, maar nu lager, tussen de buizen van het achterframe. Elektrische verlichting was standaard, maar voor het remlicht moest extra worden betaald. In 1937 kostte een Tiger 70 52 pond.

### Motor
De motor was een dwarsgeplaatste, luchtgekoelde staande eencilinder kopklepmotor met stoterstangen aan de rechterkant. Daar zat ook de tandwieltrein die de magdyno (een combinatie van ontstekingsmagneet en dynamo) aandreef. De magdyno kwam net als de elektrische verlichting van Lucas Industries, de carburateur van Amal. De motor had een dry-sump-smeersysteem waarvan de olietank onder het zadel zat. De oliepomp was verbeterd en had een grotere opbrengst dan bij eerdere modellen. De kleppen waren nu helemaal ingesloten in de cilinderkop. De boring bedroeg 63 mm, de slag 80 mm, de cilinderinhoud 249,4 cc en de compressieverhouding 7,5:1. Daarmee leverde de motor 16 pk bij 5.800 tpm.

### Transmissie
Links op de krukas zat een schroefveer-transmissiedemper en het voorste tandwiel van de primaire ketting, die in een oliebad draaide. Zij dreef de meervoudige natte plaatkoppeling en vervolgens de voetgeschakelde vierversnellingsbak met kickstarter aan. Het achterwiel werd aangedreven door een ketting aan de linkerkant.

### Rijwielgedeelte
Aanvankelijk kregen de Tigers het door Val Page ontwikkelde dubbele wiegframe, maar al in 1937 werd dat vervangen door het sportievere semi-dubbel wiegframe dat slechts een enkele voorbuis had. Die liep van het balhoofd naar de voorkant van de motor, waar ze in twee afzonderlijke buizen werd gesplitst. De voorvork was een girder met twee frictiedempers: een als stuurdemper en een als schokdemper. Voor en achter zaten trommelremmen.

## Einde productie
De individuele productieaantallen van de Tigers zijn niet bekend, maar van de Tigers werden in 1937 ongeveer 6.500, in 1938 ongeveer 8.000 en in 1939 (toen ook de tweecilinder Triumph Tiger 100 al verkocht werd) ongeveer 10.000 exemplaren gebouwd. In 1940 werden 8.818 exemplaren gebouwd, waarvan slechts 30 Tiger 70's en 29 Tiger 80's en geen enkele Tiger 90. Dat betekent dat er 8759 Tiger 100's werden geleverd. Triumph was toen al volop bezig met de ontwikkeling en bouw van motorfietsen voor het War Office, maar de hele productie viel stil op 14 november 1940, toen de Triumph-fabriek aan Priory Street bij het Duitse bombardement op Coventry verwoest werd. De Tigers 70 en 80 kwamen niet meer terug, de naam Tiger 90 kwam in 1963 terug, maar nu voor een 350cc-paralleltwin die tot 1968 in productie bleef. De Tiger 100 kwam in 1945 terug en bleef tot 1974.